# Elecció parcial
Una elecció parcial és fa en certs estats democràtics, quan entre dues eleccions generals, una seu queda vacant, per la mort, destitució, inhabilitació o demissió. També pot tenir lloc en casos d'una anul·lació parcial de les eleccions generals degut a irregularitats en la votació. Altres tenen una regla de successió, que fa que el proper a la llista, no elegit, pren l'escó
L'elecció parcial es fa en sistemes democràtics en els quals es s'elegeix una persona única i no pas una llista. En països com Espanya, per exemple, no es donen les eleccions parcials perquè tot el sistema electoral es basa en llistes tancades; en cas de baixa d'un càrrec el lloc és ocupat pel pròxim candidat de la llista.